# John J. Loud
John Jacob Loud (n. 2 noiembrie 1844 – d. 10 august, 1916) a fost un inventator american cunoscut pentru primul design al pixului (sau stiloul cu bilă).
A studiat să devină avocat la Colegiu Harvard și a lucrat pe post de casier la Banca Națională Union din Weymouth, Massachusetts, a fost, de asemenea, activ în comunitatea sa ca membru al bisericii, administrator al mai multor organizații locale, și membru al societăților istorice locale. Loud a inventat și a obținut un brevet pentru ceea ce este considerat a fi primul pix în 1888, dar invenția sa nu a fost comercializată și brevetul a expirat în cele din urmă. 
Pixul modern a fost brevetat ulterior în 1938, la 22 ani după moartea lui Loud, de ungurul László József Bíró, naturalizat în Argentina ca Ladislao José Biro, iar ulterior mulți alți producători și-au protejat prin drepturi de proprietate intelectuală modificările și ameliorările aduse acestuia.